# Saint-Barthélemy-de-Bussière
Saint-Barthélemy-de-Bussière – miejscowość i gmina we Francji, w regionie Nowa Akwitania, w departamencie Dordogne.
Według danych na rok 1990 gminę zamieszkiwało 271 osób, a gęstość zaludnienia wynosiła 18 osób/km² (wśród 2290 gmin Akwitanii Saint-Barthélemy-de-Bussière plasuje się na 908. miejscu pod względem liczby ludności, natomiast pod względem powierzchni na miejscu 756.).